# Glycera dibranchiata
Glycera dibranchiata Ehlers, 1868, comunemente noto col nome di verme americano, è un anellide policheto appartenente alla famiglia Glyceridae, diffuso in America Settentrionale e Centrale.
Vive nei fondali sabbiosi e di norma ha una lunghezza di circa 10 cm, anche se non di rado può raggiungere il metro.
È abitualmente utilizzato come esca viva in pesca.